# Belägringen av Sevastopol (1854–1855)
Belägringen av Sevastopol var en elva månaders belägring av de förenade brittiska och franska trupperna som slutade med att ryssarna utrymde  staden 8 september 1855, sedan fästningsverken blivit nedskjutna eller sprängda.
Belägring kunde utföras endast från landsidan eftersom ryssarna spärrat inloppet genom att där sänka en stor del av sin flotta. Belägringen fortgick endast långsamt, då de förbundnas krafter var för svaga för att avspärra fästningen från norra sidan. De förbundna hade intagit den 13 km sydöst därom belägna Balaklava för att erhålla en säker hamnplats. Belägring pågick under stora svårigheter och sjukdomar hemsökte trupperna. De allierades stridskrafter utökades efter hand. Den 25 oktober 1854 anföll en del av de belägrades styrka en fransk-brittisk kår vid Balaklava, men kastades tillbaka efter stora ansträngningar från de allierades sida. Ryssarna lyckades inte bättre i det med betydligare styrka företagna anfallet 5 november mot britterna vid Inkerman.
De belägrade ryssarna försökte 16 augusti 1855 ännu ett anfall mot de belägrande. Detta anfall riktades mot fransmännen och italienarna vid Tjernaja, men blev tillbakaslaget. På middagen 8 september upphörde elden mot Sevastopol, och de allierade gick från olika sidor till anfall. Endast fransmännens anfall lyckades och befästningsverken vid Malakov intogs. Ryssarna sprängde de övriga verken och tog en ny ställning norr om Sevastopol.
Lev Tolstojs novellsamling Från Sevastopols belägring behandlar detaljerat belägringen i en blandning av reportage och skönlitteratur. 